# Saniars
Saniars és una masia catalogada com a monument del municipi de Torelló (Osona) i inclosa en l'Inventari del Patrimoni Arquitectònic Català.

## Descripció
És una masia de planta rectangular coberta a dos vessants i amb el carener perpendicular a la façana, la qual és orientada a migdia. El portal és adovellat i la finestra del damunt decorada. El vessant de la part esquerra és més prolongat que l'altre i ubica un cobert. A ponent, sota el ràfec del vessant prolongat, s'hi obren unes galeries amb barana de ferro. A sota hi ha un portal d'accés de forma rectangular. La part posterior de la casa té diversos afegitons, avui destinats al bestiar i que en altre temps ubicaven altres masovers. És construïda amb pedra i arrebossada al damunt. L'estat de conservació és força bo llevat que caldria consolidar la façana. A tramuntana hi ha finestres amb les dependències agrícoles de la casa.

## Història
Antic mas que es conserva documentació des del s. XII. Fortià Solà recull documentació referent a la vila de Saniàs: "Any 1282, 25 de novembre, A. D'Orís, procurador d'en Gastó de Montcada, estableix a Ermesenda Martí el mas Comes, situat a Sant Feliu, a la vila de Saniars, a un lloc anomenat Comes" (A.P.T. m I. 1280). Es tracta, doncs, d'una antiga vila. És citada a l'acta de consagració de Manlleu del 906. Aquest mas fou reformat als segles XVII i XIX i els porxos foren acabats el 1860.